# Боривітер великий
Бориві́тер великий (лат. Falco rupicoloides) — вид хижих птахів роду соколів.
Поширений у відкритих просторах саван, напівпустель і пустель на Сході і півдні Африки.
Довжина тіла 29—37 см, розмах крил 68—84 см, маса від 165 до 330 г. Основу харчування складають комахи, ловить також ящірок, невеликих птахів, змій і гризунів.

## Підвиди
Виділяють три підвиди:
- Falco rupicoloides fieldi — в Ефіопії та Сомалі,
- Falco rupicoloides arthuri — у Кенії і на півночі Танзанії,
- Falco rupicoloides rupicoloides — пов'язаний з ареалом зростання акація.